# Catherine Martin
Catherine Martin (Lindfield, Austràlia 1965) és una dissenyadora de vestuari i producció australiana, guanyadora de quatre Oscars. És notable la seva feina en les pel·lícules del seu marit Baz Luhrmann.

## Biografia
Va néixer el 26 de gener de 1965 al suburbi de Lindfield, situat a 13 quilòmetres de la ciutat de Sydney (Nova Gal·les del Sud, Austràlia).
Estudià al North Sydney Girls High School i al National Institute of Dramatic Art, on estudià arts visuals, i començà la col·laboració amb el també estudiant Baz Luhrmann.

## Carrera artística
Començà la seva carrera artística en el teatre, dissenyant el disseny de producció de l'obra dirigida per Luhrmann "Strictly Ballroom" i l'obra de Nikolai Gogol "Diari d'un foll", protagonitzada per Geoffrey Rush.
L'any 1992 Luhrmann dugué aquesta obra al cinema en la pel·lícula Strictly Ballroom i Martin fou nominada pel seu treball en el disseny de producció als premis AACTA, guanyant l'estatueta. Posteriorment participà en la pel·lícula Romeo + Juliet (1996), on aconseguí una nominació als Premis Oscar pel disseny de producció juntament amb Brigitte Broch. En aquest film es convertí, així mateix, en productora associada, un fet que ha continuat realitzant al llarg de la seva carrera.
La tercera col·laboració amb el seu marit fou en la pel·lícula Moulin Rouge! (2001), per la qual aconseguí guanyar el premi oscar en la categoria de millor vestuari (juntament amb Angus Strathie) i millor disseny de producció (juntament amb Brigitte Broch). Posteriorment també ha participat en les pel·lícules Austràlia (2008), per la qual va rebre una nominació al millor vestuari i a El gran Gatsby, on tornà a guanyar el premi a millor vestuari i millor disseny de producció (en aquesta ocasió amb Beverley Dunn).
L'any 2002, juntament amb el seu marit, adaptà l'obra La Bohème a Broadway i aconseguí guanyar el premi Tony a la escenografia a més d'una nominació pel seu vestuari.

## Premis i nominacions

### Premis Oscar
| Edició | Categoria                                         | Pel·lícula     | Resultat  |
| ------ | ------------------------------------------------- | -------------- | --------- |
| 1996   | Disseny de producció (amb Brigitte Broch)         | Romeo + Juliet | Nominat   |
| 2001   | Vestuari (amb Angus Strathie)                     | Moulin Rouge!  | Guanyador |
| 2001   | Disseny de producció (shared with Brigitte Broch) | Moulin Rouge!  | Guanyador |
| 2008   | Vestuari                                          | Austràlia      | Nominat   |
| 2013   | Vestuari                                          | El gran Gatsby | Guanyador |
| 2013   | Disseny de producció (amb Beverly Dunn)           | El gran Gatsby | Guanyador |

### Premis BAFTA
| Edició | Categoria                               | Pel·lícula        | Resultat  |
| ------ | --------------------------------------- | ----------------- | --------- |
| 1993   | Disseny de producció                    | Strictly Ballroom | Guanyador |
| 1993   | Vestuari (amb Angus Strathie)           | Strictly Ballroom | Guanyador |
| 1998   | Disseny de producció                    | Romeo + Juliet    | Guanyador |
| 2002   | Vestuari (amb Angus Strathie)           | Moulin Rouge!     | Nominat   |
| 2002   | Disseny de producció                    | Moulin Rouge!     | Nominat   |
| 2014   | Vestuari                                | El gran Gatsby    | Guanyador |
| 2014   | Disseny de producció (amb Beverly Dunn) | El gran Gatsby    | Guanyador |

### Premis del Sindicat de Directors d'art
| Edició | Categoria              | Pel·lícula     | Resultat  |
| ------ | ---------------------- | -------------- | --------- |
| 2002   | Period or Fantasy Film | Moulin Rouge!  | Guanyador |
| 2014   | Period Film            | El gran Gatsby | Guanyador |

### Premis del Sindicat de Dissenyadors de vestuari
| Edició | Categoria   | Pel·lícula     | Resultat |
| ------ | ----------- | -------------- | -------- |
| 2014   | Period Film | El gran Gatsby | Nominat  |

### Premis Tony
| Edició | Categoria                     | Producció | Resultat  |
| ------ | ----------------------------- | --------- | --------- |
| 2003   | Escenografia                  | La Bohème | Guanyador |
| 2003   | Vestuari (amb Angus Strathie) | La Bohème | Nominat   |